# Het Gelders Volkslied
Het Gelders Volkslied – demo holenderskiej folk/viking metalowej grupy muzycznej Heidevolk. Zawiera ono dwa utwory i trwa 6 minut i 28 sekund. Tytuł albumu, Het Gelders Volkslied, jest jednocześnie nieoficjalnym hymnem Geldrii, jednej z prowincji Holandii

## Lista utworów
Na singlu znalazły się dwa utwory, które później pojawiły się na De Strijdlust Is Geboren:
1. „Het Gelders Volkslied” – 3:42
2. „Krijgsvolk” – 2:46

## Twórcy
W nagraniach utworów na Het Gelders Volkslied uczestniczyli:
- Niels Beenkerver – gitara elektryczna
- Sebas Bloeddorst – gitara elektryczna
- Joris Boghtdrincker – wokal
- Paul Braadvraat – gitara basowa
- Joost Vellenknotscher – perkusja
- Jesse Vuerbaert – wokal